# هيثم المصري
هيثم المصري(15 يوليو1992-) ، ممثل ومؤلف لبناني 

## حياته ومشواره المهني
ولد في القلعة جبل لبنان. تلقى تعليمه في مدرسة مار أنطونيوس - حمانا. تخصص في المرئي والمسموع في الجامعة الأمريكية للعلوم والتكنولوجيا وتخرج منها عام 2014،عمل معد ومنسق إنتاح لبرامج لبنانية وعربية، تعليق صوتي ومدبلج مسلسلات وأفلام كارتون لصالح شبكة نتفليكس وغيرها، يأستاذ جامعي لمادة التمثيل، التعبير المسرحي، والتصوير الفوتوغرافي إضافة لعمله التطوعي في الصليب الأحمر اللبناني.

## أعماله

### في التلفزيون
| سنة الإنتاج | اسم المسلسل      | الشخصية            |
| ----------- | ---------------- | ------------------ |
| 2023        | عشرة عمر         | هادي               |
| 2022        | الزوجة الأولى    | روي                |
| 2021        | حكايتي           | لبيب               |
| 2021        | قارئة الفنجان    | جاد                |
| 2020        | عروس بيروت 2     | علاء               |
| 2020        | هند خانم         | علاء               |
| 2020        | غربة             | راجي               |
| 2020        | ما فيي 2         |                    |
| 2019        | متل الحلم        | سامر               |
| 2019        | ما فيي           |                    |
| 2019        | الكاتب           | مذيع الأخبار       |
| 2019        | موجة غضب         | كريم               |
| 2019        | لا قبلك ولا بعدك | داني               |
| 2018        | حبيبي اللدود     | عفيف               |
| 2018        | تانغو            | المراسل التلفزيوني |
| 2018        | طريق             | الدكتور            |
| 2016        | وين كنتي         |                    |

### في التأليف
| سنة الإنتاج | العمل   | نوعه              |
| ----------- | ------- | ----------------- |
| 2018        | علقه    | مسرحية            |
| 2018        | حدك أنا | أغنية للفنانة نور |

### تقديم البرامج
| سنة الإنتاج | اسم البرنامج   | عرض على |
| ----------- | -------------- | ------- |
| 2019        | أول شي بونسوار |         |
| 2018        | بودكاست        |         |

### في السينما
| سنة الإنتاج | الفيلم | الشخصية |
| ----------- | ------ | ------- |
| 2020        | 175    |         |

### الجوائز
| العام | البلد | الجائزة                                                              |
| ----- | ----- | -------------------------------------------------------------------- |
| لبنان | 2015  | جائزة الجمهور في مهرجان الأفلام " إن دي يو "عن فيلمه القصير بموت فيك |

## روابط خارجية
- هيثم المصري على موقع قاعدة بيانات الأفلام العربية